# Tropeanska stolnica
Stolnica v Tropei je nekdanja škofovska cerkev, ki so jo zgradili Normani v Tropei (dežela Kalabrija) v Italiji. Cerkev je zdaj sokatedrala škofije Mileto-Nicotera-Tropea.

## Zgodovina
Cerkev, posvečena sveti Mariji kot sveti Mariji Romunski (italijansko Maria Ss. di Romania), je bila zgrajena v normanskem slogu na temeljih starejše bizantinske cerkve in je bila dokončana v drugi polovici 12. stoletja. Takrat je bila Tropea del Normanskega kraljestva Sicilija.
V baroku je bila cerkev baročno prenovljena. Potem ko je stolnico leta 1905 močno poškodoval potres, so jo med letoma 1927 in 1931 temeljito obnovili. Izvedena je bila rekonstrukcija prvotne podobe in odstranjeni baročni elementi. Glavni oltar krasi portret Marije Romunske, ki naj bi Tropejo prizanesla posledicam hudega potresa leta 1638. Pod oltarjem počivajo v zlati žari relikvije svete mučenke Dominike, zavetnice Tropeje. Dva metra visoko črno razpelo iz 15. stoletja je na ogled v stranski kapeli. Hohenstaufnov lok iz 13. stoletja povezuje stolnico s sosednjo škofovsko palačo, v kateri je danes škofijski muzej.